# Psittacus erithacus
Il pappagallo cenerino (Psittacus erithacus Linnaeus, 1758), noto anche come pappagallo cenerino del Congo o pappagallo cenerino maggiore, è un pappagallo di medie dimensioni della famiglia Psittacidae, nativo dell'Africa centrale. Insieme al pappagallo di Timneh (Psittacus timneh), un tempo identificato come una sottospecie del pappagallo cenerino ma oggi riconosciuto come una specie a sé stante, fa parte del genere Psittacus.

## Descrizione

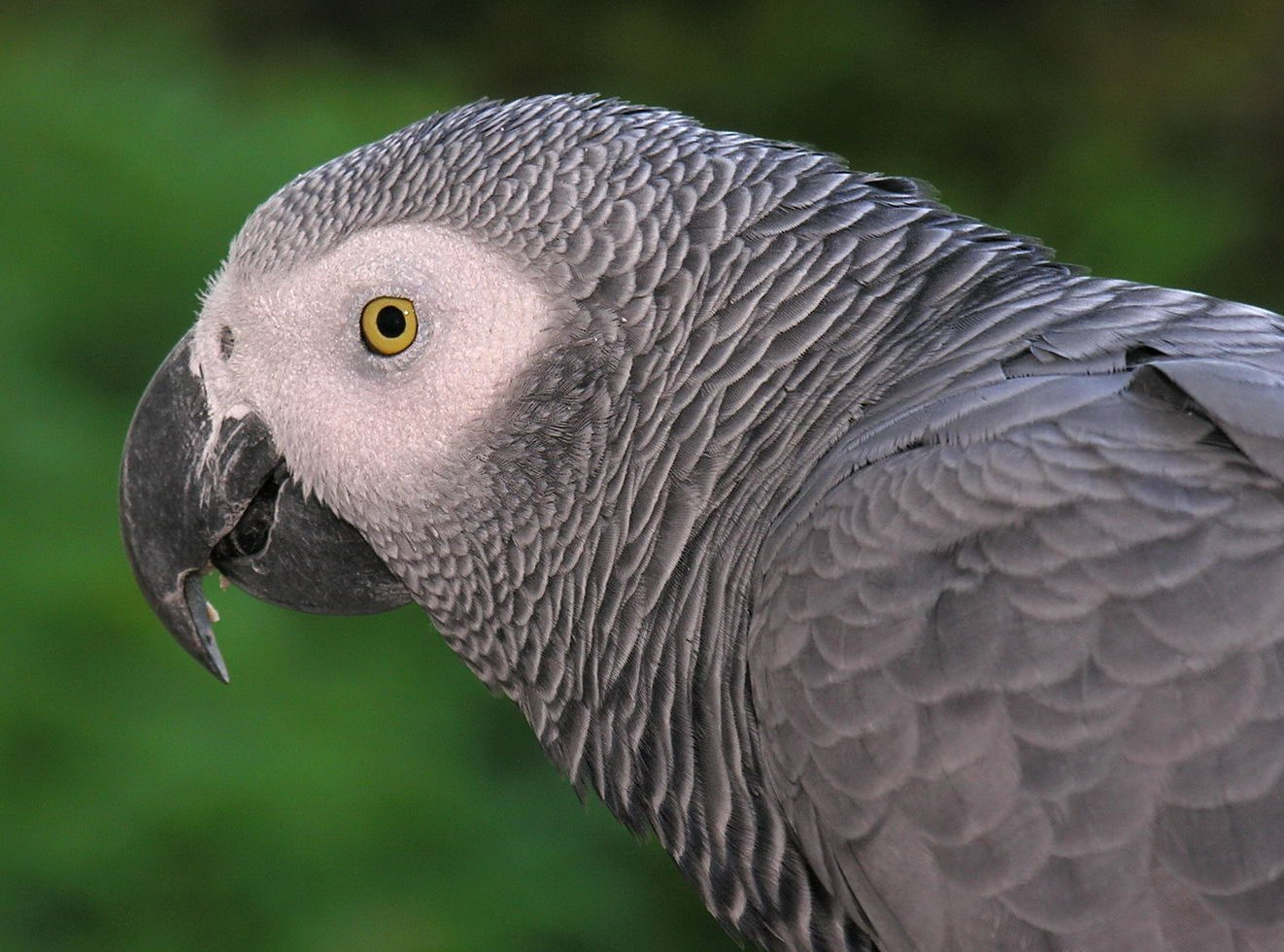
Primo piano della testa

Il pappagallo cenerino è un uccello di medie dimensioni, dal piumaggio prevalentemente grigio da cui prende il nome, ed il becco nero. Gli esemplari adulti possono misurare fino a 33 centimetri (13 pollici) di lunghezza, un'apertura alare di 46-52 centimetri (18-20 pollici), per un peso medio di 400 grammi (14 once). Il colore del piumaggio è prevalentemente grigio, con tonalità più scure sulla testa e sulle ali. Le penne del capo e del corpo presentano delle punte di bianco sui bordi. Le penne della coda, invece, sono rosso vivo. Come tutti i pappagalli, i cenerini sono uccelli zigodattili. Le zampe presentano due dita anteriori e due posteriori; il che li aiuta ad avere una presa più salda sui rami dove passano la maggior parte delle giornate e conferisce loro maggiore destrezza nel maneggiare il cibo.
A causa della selezione da parte degli allevatori di pappagalli, alcuni pappagalli cenerino sono parzialmente o completamente rossi. Non vi è alcun segno di dimorfismo sessuale, ed entrambi i sessi sono simili. La colorazione dei giovani è simile a quella degli adulti, ad eccezione degli occhi, che vanno dal grigio scuro al nero, per poi assumere le iridi gialle e le pupille scure degli uccelli adulti, e delle copritrici del sottocoda che hanno sfumature grigie.
I pappagalli cenerino possono vivere per 40-60 anni in cattività, anche se la loro vita media in natura sembra essere più breve, circa 23 anni.

## Distribuzione e habitat
Il pappagallo cenerino è originario dell'Africa equatoriale, tra cui Angola, Camerun, Congo, Gabon, Costa d'Avorio, Ghana, Kenya e Uganda. L'areale di questa specie è compreso in un'area che va dal Kenya alla parte orientale della Costa d'Avorio. Le stime attuali per la popolazione mondiale sono incerte e vanno da 630.000 a 13 milioni di uccelli, sebbene questi stime siano destinate a scendere vista la diminuzione delle popolazioni selvatiche. I cenerini sembrano prediligere le fitte foreste, ma possono essere trovati anche ai margini delle foreste e in ambienti più aperti, come le foreste a galleria e le savane.
Uno studio sulla popolazione pubblicato nel 2015 ha rilevato che la specie era stata "virtualmente eliminata" dal Ghana con un numero in calo dal 90% al 99%, dal 1992. Sono stati trovati solo in 10 delle 42 aree boschive e tre dei posatoi utilizzati da questi uccelli che un tempo contenevano 700– 1200 individui ciascuno, ora ne contavano solo 18 in totale. Il declino della popolazione locale è principalmente causato dal commercio di animali esotici domestici e dal disboscamento dell'area. Si ritiene che le popolazioni del Camerun siano stabili. In Congo, ogni anno vengono catturati circa 15.000 animali per il commercio di animali esotici domestici, dalla parte orientale del Paese, anche se la quota annuale dichiarata è di 5.000.
Alcuni esemplari domestici sono fuggiti o sono stati deliberatamente rilasciati in Florida, Stati Uniti, sebbene non vi siano prove che la specie si sia stabilita nell'area e che si stia riproducendo naturalmente.

## Biologia

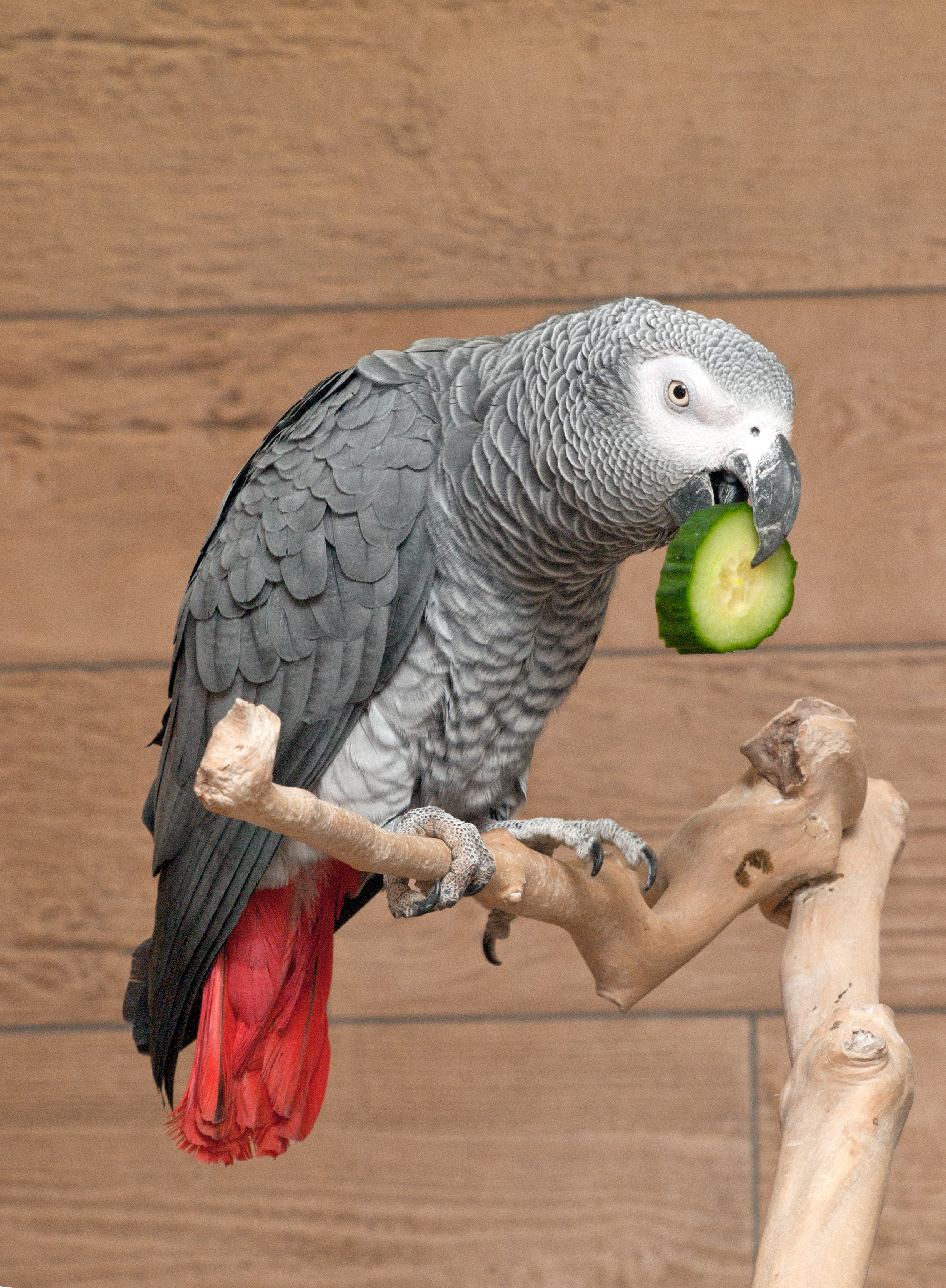
Un esemplare domestico con una fetta di cetriolo

Si conosce poco del comportamento e delle attività di questi uccelli in natura. Oltre alla mancanza di fondi per la ricerca, può essere particolarmente difficile studiare questi uccelli allo stato brado a causa del loro status di animali da preda, che li porta ad avere personalità piuttosto riservate e guardinghi. Tuttavia, è stato dimostrato che i cenerini selvatici possono imitare un'ampia varietà di suoni che sentono durante la loro vita, proprio come gli individui in cattività. Due cenerini sono stati registrati mentre erano appollaiati in Zaire e i ricercatori hanno riferito che gli uccelli avevano un repertorio di oltre 200 suoni diversi, tra cui nove imitazioni di altri canti di uccelli selvatici e una di un pipistrello.

### Dieta
La dieta di questi animali è per lo più frugivora, includendo frutta, noci e semi. Allo stato selvatico la specie predilige i frutti della palma d'olio e si nutre di fiori e corteccia d'albero, oltre a insetti e lumache, cibandosi talvolta al suolo. In cattività, si nutrono di pellet per uccelli, con l'aggiunta di una varietà di frutta come pere, arance, melograni, mele e banane, e verdure come carote, patate dolci cotte, sedano, cavoli freschi, piselli e fagiolini. In cattività hanno anche bisogno di una fonte di calcio.

### Riproduzione

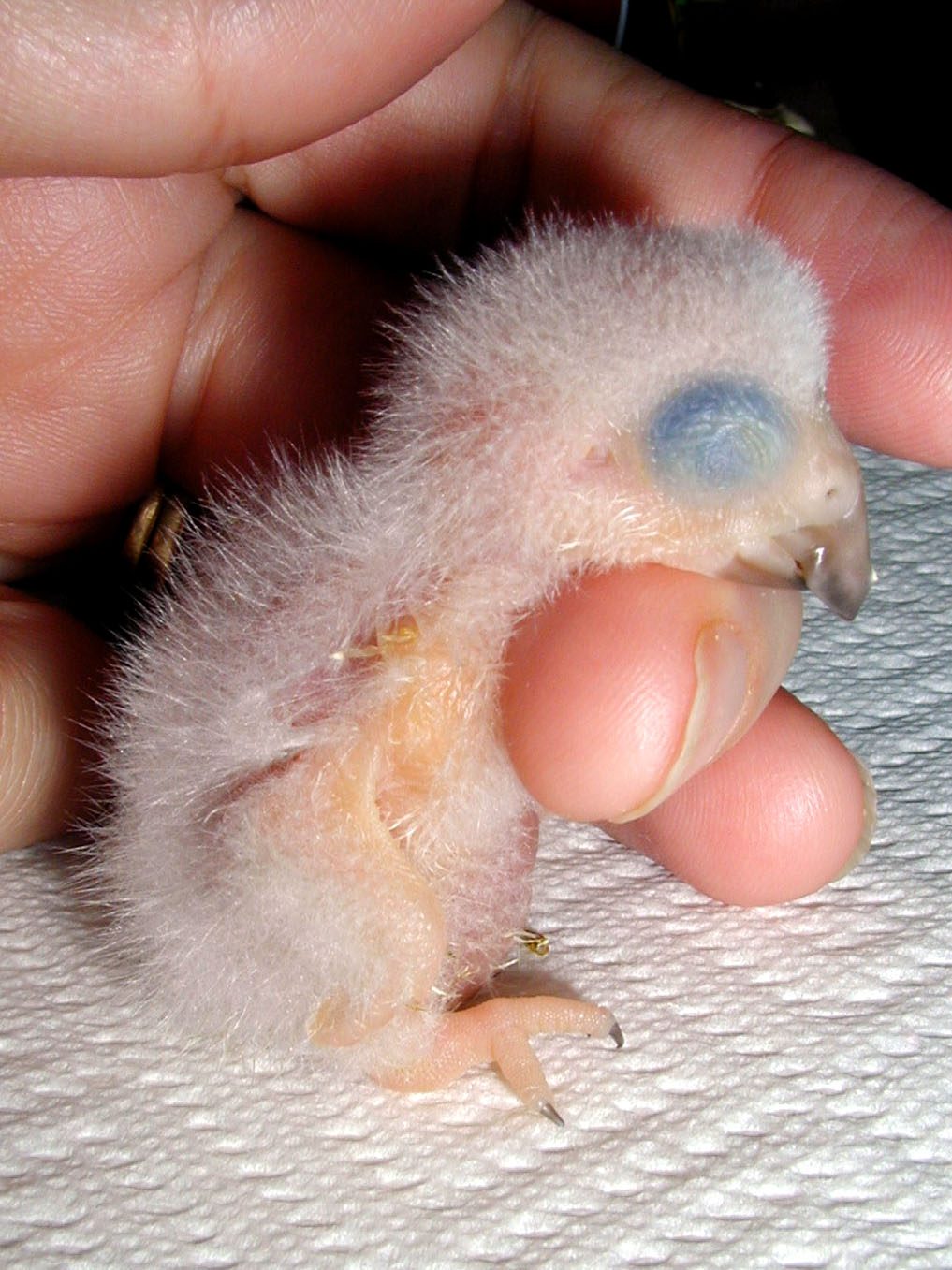
Un pulcino di un giorno di vita

Si conosce poco sul comportamento riproduttivo e sul corteggiamento di questi uccelli. I pappagalli cenerini sono uccelli monogami che nidificano nelle cavità degli alberi, ed ogni coppia ha bisogno del proprio albero per costruirvi il proprio nido. La femmina depone da tre a cinque uova, che incuba per 30 giorni mentre viene nutrita dal compagno. Gli adulti difendono arduamente i loro siti di nidificazione, sia dai predatori sia dalle altre coppie.
Alla schiusa i pulcini pesano 12-14 grammi e vengono nutriti a turno da entrambi i genitori fino alla loro quarta-quinta settimana di vita. I giovani lasciano definitivamente il nido all'età di 12 settimane, quando raggiungono un peso di 372-526 grammi.

### Malattie
I pappagalli cenerini vengono infettati soprattutto dalla malattia del becco e delle penne dei pappagalli (o PBFD), soprattutto quelli giovani. Gli uccelli infetti possono mostrare sintomi come perdita dell'appetito, piume soffici, lentezza e ridotte capacità di deambulazione a causa delle ossa fragili, e una mutazione del piumaggio da grigio a rosa.

### Intelligenza e cognizione
Anche se dei giudizi comparativi circa l'intelligenza animale sono sempre molto difficili da fare in maniera obiettiva, gli psittaciformes sono generalmente considerati tra le specie di uccelli più intelligenti. I pappagalli cenerini sono noti per le loro abilità cognitive, che si presuppone si siano evolute come conseguenza della loro natura cooperativa nella ricerca del cibo allo stato selvatico. Difatti, i pappagalli cenerini sono considerati da molti una delle specie più intelligenti di psittacidi. È stato dimostrato che molti individui possono svolgere attività paragonabili al livello cognitivo di un bambino di 4-6 anni. Sono stati condotti numerosi studi con i cenerini africani, indicando una serie di capacità cognitive di livello superiore. Gli esperimenti hanno dimostrato che i pappagalli cenerini possono apprendere sequenze numeriche e possono imparare ad associare la voce di una persona al suo volto, riconoscendo anche più persone in base alla voce. È stato riferito che i pappagalli cenerini sono in grado di utilizzare parole inglesi conosciute esistenti per creare nuovi nomi per oggetti di cui l'uccello non conosce il nome, ad esempio "banerry" ("banana" + "cherry" ossia "ciliegia") per indicare una "mela", "banana crackers" per "patatine di banana essiccate", o "yummy bread" per "torta".
La ricerca della scienziata americana Irene Pepperberg con un esemplare di nome Alex, ha mostrato la sua capacità di quest'ultimo di apprendere più di 100 parole, differenziando tra oggetti, colori, materiali e forme. Pepperberg ha trascorso diversi decenni a lavorare con Alex e ha scritto numerosi articoli scientifici sugli esperimenti eseguiti, indicando le sue capacità cognitive avanzate. Uno di questi studi ha dimostrato che Alex aveva la capacità di aggiungere numeri oltre ad avere un concetto simile a zero, simile a quello dei bambini piccoli e dei primati. Simili affermazioni circa la padronanza del linguaggio sono state fatte per un altro cenerino, chiamato N'kisi, che ha un vocabolario di più di mille parole.
Oltre alle loro straordinarie capacità cognitive, i pappagalli grigi hanno mostrato comportamenti altruistici e preoccupazione per gli altri. I ricercatori hanno notato che mentre era improbabile che un'ara testablu condividesse il proprio cibo con altri membri della propria specie, i pappagalli cenerini davano attivamente il cibo al loro partner conspecifico, anche se ciò significava che sarebbero rimasti senza cibo. Quando i ruoli venivano invertiti, era estremamente probabile che i loro partner restituissero il favore, rinunciando al proprio cibo a beneficio del loro partner. Ciò indica non solo una manifestazione di altruismo, ma anche un atto di reciprocità.
Curiosamente, alcune ricerche hanno dimostrato che il numero di parole che un particolare pappagallo cenerino può conoscere e utilizzare potrebbe essere legata alla zampa che utilizza di più. I ricercatori hanno scoperto che i pappagalli cenerini che usano di più il piede destro hanno mostrato un marcato aumento del numero di parole all'interno del loro lessico rispetto ai pappagalli mancini. Ciò potrebbe indicare che i pappagalli possano avere una lateralizzazione della funzione cerebrale, proprio come i mammiferi.

## Conservazione

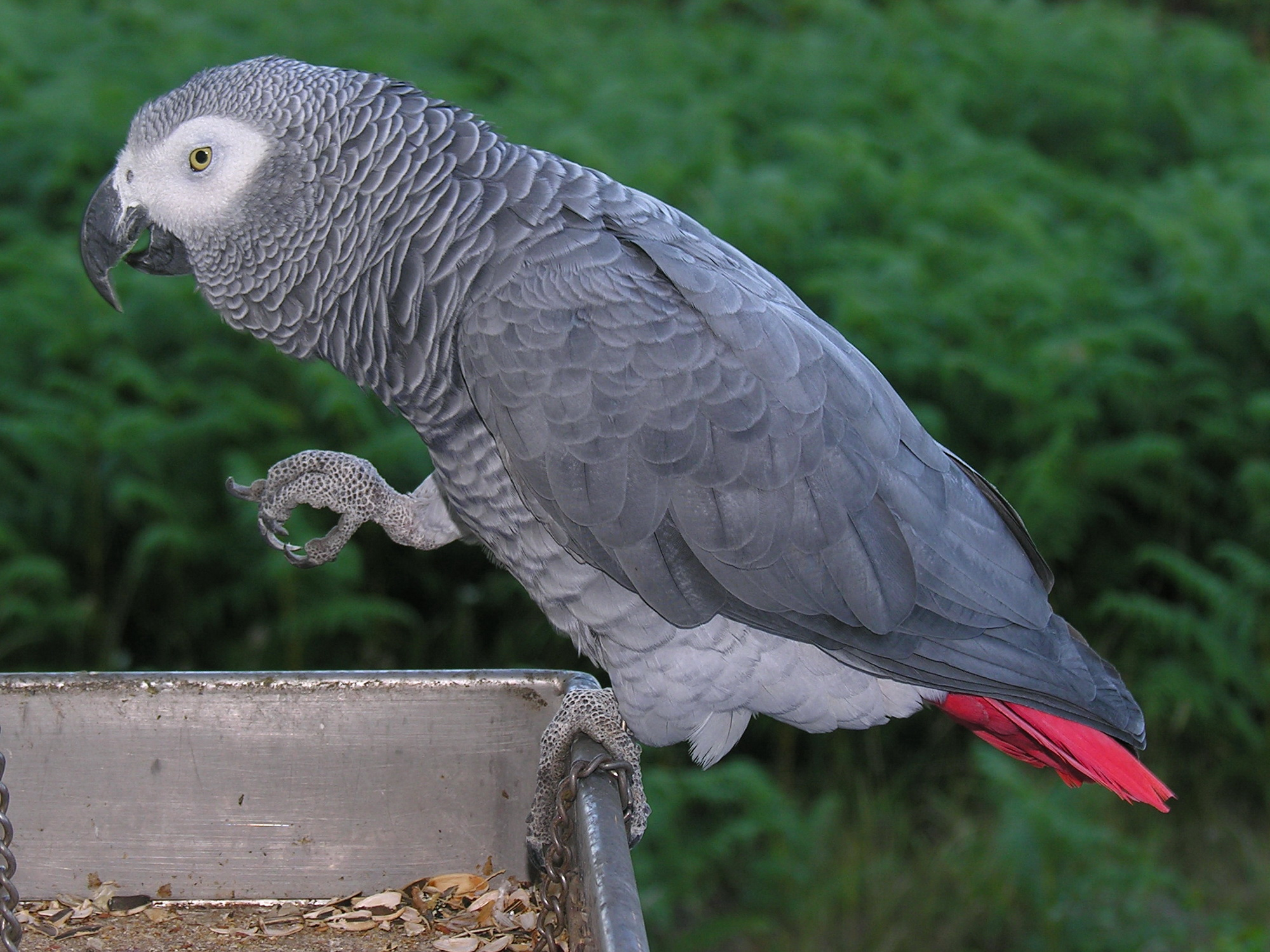
Un esemplare domestico

I predatori naturali di questa specie includono avvoltoi delle palme e diversi rapaci, mentre le scimmie possono prendere di mira le uova e i piccoli. È stato osservato che i pappagalli cenerini domestici sono suscettibili a infezioni fungine, infezioni batteriche, insufficienza nutrizionale, tumori maligni, malattie del becco e delle penne, tenie e vermi sanguigni.
Gli esseri umani sono di gran lunga la più grande minaccia per le popolazioni selvatiche. Tra il 1994 e il 2003 sono stati scambiati sul mercato internazionale più di 359.000 pappagalli cenerini. Ogni anno venivano catturati circa il 21% della popolazione selvatica. I tassi di mortalità sono estremamente elevati, soprattutto tra il momento in cui vengono catturati ed il raggiungimento del mercato, e vanno dal 60 al 66% delle catture. Anche questa specie è cacciata per la sua carne e per parti del corpo, che vengono utilizzate nelle medicine tradizionali. A causa dell'ampia caccia della popolazione selvatica, oltre alla perdita dell'habitat, si ritiene che questa specie stia subendo un rapido declino in natura e, pertanto, è stata classificata come in Pericolo dall'Unione internazionale per la conservazione della natura (IUCN).
Nell'ottobre 2016, la Convenzione sul commercio internazionale di flora e fauna minacciate d'estinzione (CITES) ha esteso il più alto livello di protezione ai pappagalli cenerini elencando la specie nell'appendice 1, che vieta il commercio globale e interno della specie.

## In cattività

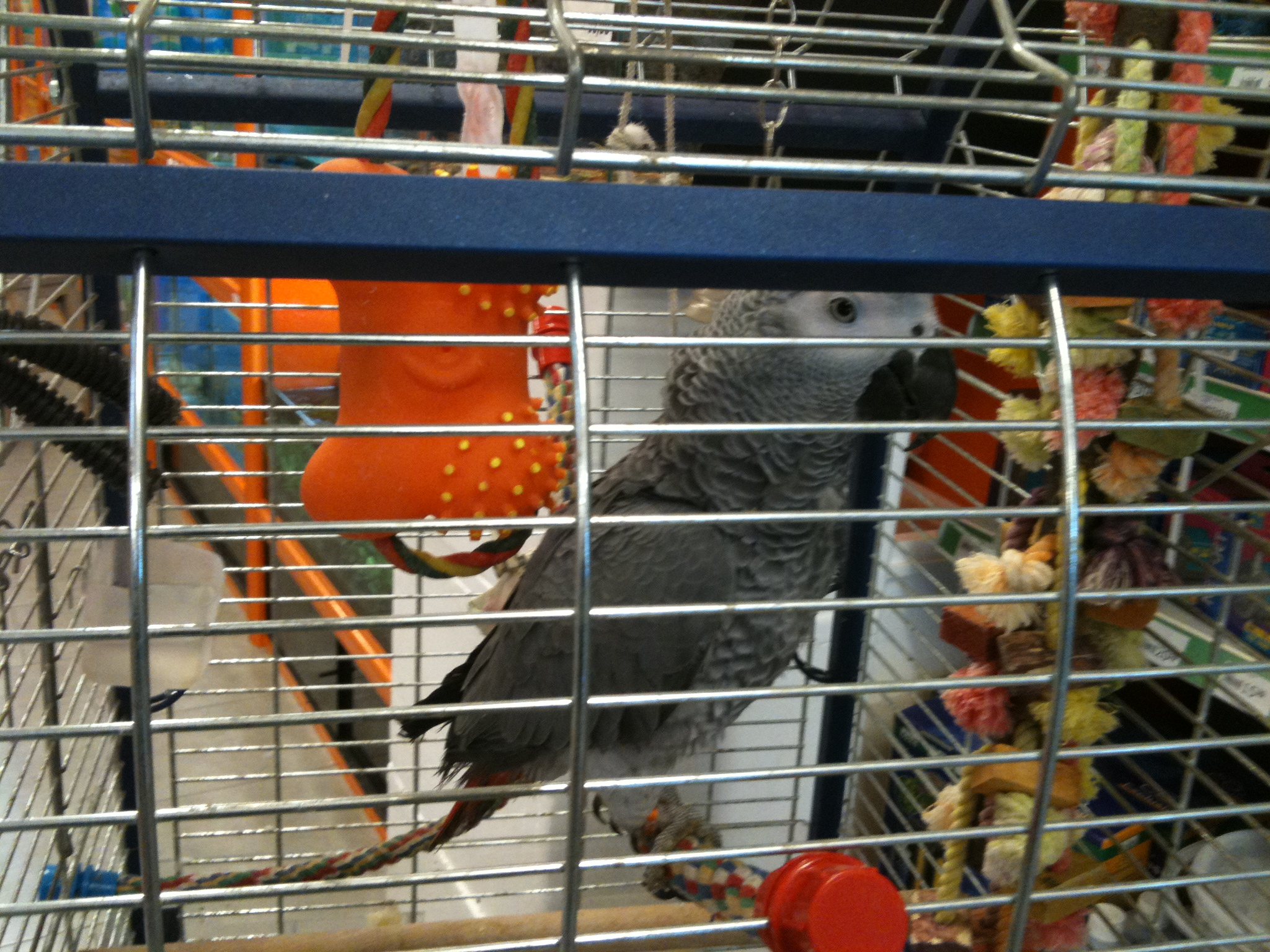
Esemplare di pappagallo cenerino in cattività

I pappagalli cenerini sono tenuti come animali domestici da più di 4000 anni. Dei geroglifici egizi mostrano chiaramente dei pappagalli domestici. Anche gli antichi greci li tenevano come animali domestici, tradizione ripresa dagli antichi romani. Le facoltose famiglie romane tenevano spesso dei pappagalli in gabbie ornate, e i pappagalli venivano apprezzati per la loro capacità di parlare. Anche il Re Enrico VIII di Inghilterra aveva un cenerino domestico. Friedrich, uno dei personaggi dell'Immanuel Kant di Thomas Bernhard, è un pappagallo; il pensatore di Königsberg lo presenta come: "Psittacus Erithacus, il filosofo in sé". Forse come omaggio alle elevate capacità intellettive dell'animale, il filosofo dice che Friedrich è l'unico che lo capisce.
Oggigiorno tutti gli animali venduti pressi i negozi di animali vengono da allevamenti specializzati sul territorio, per contrastare la cattura di esemplari selvatici. La specie è molto comune in cattività e regolarmente allevata come pappagallo da compagnia, venendo soprattutto apprezzata per la sua capacità di imitare il linguaggio umano, che lo rende uno degli animali domestici più popolari. Un esemplare domestico fuggito in Giappone è stato restituito al suo proprietario dopo aver ripetuto il nome e l'indirizzo del proprietario.
I pappagalli cenerini possono imitare i rumori uditi nel loro ambiente ed usarli instancabilmente. Sono uccelli molto intelligenti, che necessitano di un ampio arricchimento comportamentale e sociale, nonché di un'ampia attenzione in cattività, in quanto tendono ad annoiarsi facilmente. Quando un cenerino viene trascurato o non ha abbastanza stimoli, il sintomo più frequente è lo strapparsi le piume, un gesto nervoso paragonabile al mangiarsi le unghie degli umani, tuttavia, così facendo i follicoli delle piume vengono danneggiati impedendo alle nuove piume di ricrescere e lasciando l'animale nudo. Inoltre, un cenerino trascurato può essere soggetto a problemi comportamentali a causa della loro natura sensibile. L'isolamento sociale accelera lo stress e l'invecchiamento.
I grigi sono una specie altamente sociale e fanno affidamento su una struttura di tipo stormo, anche quando allevati in cattività. Poiché sono così dipendenti dagli altri uccelli all'interno del loro stormo, gran parte della loro capacità di parola e voce viene acquisita attraverso l'interazione con gli umani che li possiedono. È stato dimostrato che sia i pappagalli selvatici che quelli in cattività utilizzano chiamate di contatto, che consentono loro di interagire con i loro compagni di stormo e comunicare informazioni sulla loro posizione, avvistamento di predatori, disponibilità di cibo e stato di sicurezza. Inoltre, le chiamate di contatto vengono utilizzate per formare forti legami sociali con i loro compagni di stormo o, nel caso degli esemplari in cattività, con i loro padroni umani. In cattività, è stato dimostrato che i pappagalli cenerini africani mostrano competenza comunicativa, nel senso che non solo usano il linguaggio umano correttamente, ma anche in modo appropriato alla situazione sociale in cui si trovano.. I padroni spesso parlano della relazione che hanno con il loro cenerini come "avere un bambino di cinque anni". L'aspettativa di vita di un cenerino va dai 40 ai 60 anni e anche più, se tenuto in condizioni ottimali.

### Mutazioni
Le mutazioni nei cenerini si verificano naturalmente in natura, come le varietà Blue Ino (albino), Ino incompleto e Blue. Il Blue Ino è completamente bianco. L'Ino incompleto ha una pigmentazione più chiara, mentre il Blue ha la coda bianca.
Gli allevatori del Sudafrica, dell'Australia, della Nuova Zelanda e della Scandinavia hanno allevato intensamente i cenerini, sin dal 1800. Queste varietà allevate includono Red Pied, F2 Pied, Grizzles, Ino, Incomplete, Parino, Lutino, Cinnamon e Red Factor. L'allevatore di uccelli sudafricano Von van Antwerpen e il partner neozelandese Jaco Bosman hanno selezionato F2 Pieds e hanno creato i primi Red Factor Greys. Sono morph rari, possono essere prevalentemente pigmentati di rosso e variano di prezzo a seconda dell'estensione del piumaggio rosso.

## Bibliografia

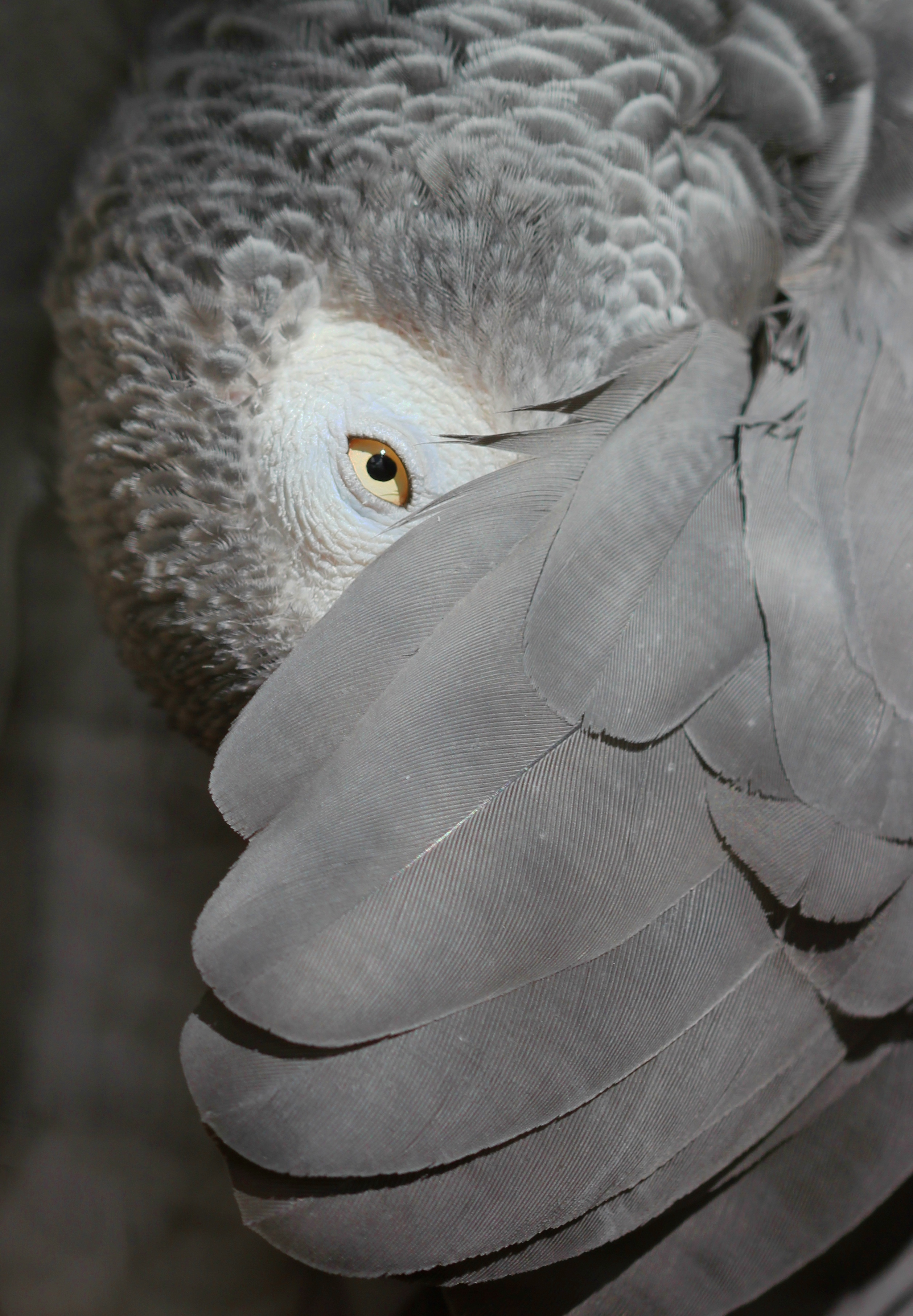
Un pappagallo cenerino del Congo sbircia da sotto l'ala mentre si sta lisciando le penne. Zoo di Auckland